# Euphorbia lutosa
Euphorbia lutosa är en törelväxtart som beskrevs av Susan Carter. Euphorbia lutosa ingår i släktet törlar, och familjen törelväxter.
Artens utbredningsområde är Tanzania. Inga underarter finns listade i Catalogue of Life.